# Elaeagnus rotundata
Elaeagnus rotundata är en havtornsväxtart som beskrevs av Takenoshin Nakai. Elaeagnus rotundata ingår i släktet silverbuskar, och familjen havtornsväxter. Inga underarter finns listade i Catalogue of Life.